# Ephalaenia xylina
Ephalaenia xylina là một loài bướm đêm trong họ Geometridae.